# 蒽醌-2-磺酸
蒽醌-2-磺酸是一种有机化合物，化学式为C14H8O5S，它可由蒽醌和硫酸在汞的存在下反应制得。它和氢氧化钠反应，可以得到蒽醌-2-磺酸钠。它和五氯化磷反应，可以得到蒽醌-2-磺酰氯。